# Intercollegiate Studies Institute

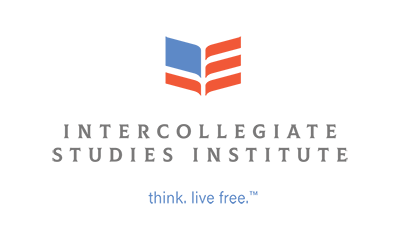
Logo des ISI

Das Intercollegiate Studies Institute (ISI) ist ein 1953 gegründeter, konservativer Bildungsförderer mit Sitz in Wilmington (Delaware), USA.
ISI ist an 900 Colleges mit etwa 50.000 Studenten und Fakultätsmitgliedern vertreten. Das Institut organisiert Vorträge sowie Symposien und bringt neben etwa 20 Büchern jährlich weitere Publikationen in einer Auflage von 500.000 Exemplaren heraus.
ISI vermittelt, was es für „Grundprinzipien der amerikanischen Gesellschaft“ hält – „begrenzte Staatsgewalt, individuelle Freiheit, persönliche Verantwortlichkeit, Gesetzestreue, Marktwirtschaft, kulturelle Normen“. Es administriert ein Netzwerk (Collegiate Network) von 80 Studentenzeitungen. Mitglieder dieses Netzwerkes erhalten technische und finanzielle Unterstützung.
Jährlich werden etwa 50 Studenten, die den Lehrerberuf anstreben, finanziert und betreut. Der ISI-Präsident T. Kenneth Cribb Jr. äußerte in einer Rede 1996 mit Blick auf weitere Organisationen wie Young America’s Foundation, Heritage Foundation, Federalist Society, Claremont Institute und Acton Institute:

„Es existiert jetzt eine Infrastruktur von der wir vor drei Jahrzehnten nur träumen konnten. Lehrer, Bücher, Journale, Seminare, Sonderdrucke, Bänder, Stipendien und ähnliche Möglichkeiten für die intellektuelle Substanz junger Geister. Die Möglichkeiten sind so groß, dass das Hauptproblem die Organisation ist.“

Die Organisation hat seit 1985 etwa 13,3 Mio. US$ von privaten Stiftungen erhalten. Präsident Cribb arbeitete früher für die Generalstaatsanwaltschaft und die Regierung Reagan.
Ein ISI-Editor war der Journalist Winfield Myers, heute Campus-Watch-Direktor des Middle East Forums.
Das ISI gibt die Zeitschriften The Intercollegiate Review, The Academic Reviewer und The Political Science Reviewer heraus. Es veröffentliche auch Bücher, z. B. It Takes a Family vom Politiker Rick Santorum.